# دومينيك أولانييه
دومينيك أولانييه (بالفرنسية: Dominique Aulanier)‏ (1973 - 2020)، هو لاعب كرة قدم فرنسي محترف لعب كلاعب وسط.
ولد يوم 13 سبتمبر 1973 بمدينة سانت شاموند لعب للاندية التالية: نادي سانت إتيان - نادي نيس - نيم أولمبيك -نادي كان - نادي إشتوريل برايا
توفي يوم 31 يوليو 2020، عن عمر 46 سنة.

## روابط خارجية
- دومينيك أولانييه على موقع قاعدة بيانات كرة القدم.إي يو (الإنجليزية)